# Saint-Genès-la-Tourette
Saint-Genès-la-Tourette település Franciaországban, Puy-de-Dôme megyében. Lakosainak száma 189 fő (2022. január 1.). Saint-Genès-la-Tourette Aix-la-Fayette, Condat-lès-Montboissier, Échandelys, Saint-Germain-l’Herm, Saint-Quentin-sur-Sauxillanges és Le Vernet-Chaméane községekkel határos.

## Népesség
A település népessége az elmúlt években az alábbi módon változott:
| Lakosok száma | 181  | 175  | 178  | 180  | 182  | 182  | 182  | 182  | 189  |
|               | 2013 | 2015 | 2016 | 2017 | 2018 | 2019 | 2020 | 2021 | 2022 |